# Metepeira palustris
Metepeira palustris là một loài nhện trong họ Araneidae.
Loài này thuộc chi Metepeira. Metepeira palustris được Ralph Vary Chamberlin & Wilton Ivie miêu tả năm 1942.